# Hřib Melzerův
Hřib Melzerův (Boletus melzeri Velen. 1922) je houba z čeledi hřibovitých, která patří mezi barevné hřiby sekce Erythropodes.

## Taxonomie
Houbu popsal mykolog Josef Velenovský v roce 1922 na základě nálezů učitele Václava Melzera z roku 1920. Sběry pocházely z jedlového lesa poblíž Čechtic u Ledče. Velenovský uvádí možnou souvislost s druhem Boletus rubeolarius Pers.

## Vzhled
Klobouk temně hnědý, sametový.
Póry jsou zbarvené cihlově červeně.
Třeň je téměř celý nachový, nenese síťku.
Dužnina v klobouku a nahoře v třeni žlutá, na řezu rychle vínově červená, poté se odbarvuje do šedavě žlutavé. Nikdy nemodrá.

## Záměna
- hřib kovář (Boletus luridiformis) - dužnina na řezu modrá, nečervená
- hřib koloděj (Boletus luridus) - dužnina na řezu modrá, třeň kryje síťka
- hřib kavkazský (Boletus caucasicus) - dužnina na řezu modrá, vrchní část třeně kryje síťka
- hřib Quéletův (Boletus queletii) - dužnina červená jen na bázi třeně, klobouk světle hnědý (okrový, načervenalý), třeň červený jen na bázi
- hřib rudomasý (Boletus erythrentheron) - dužnina je červená, po poškození fialoví a modrá, třeň kryje síťka

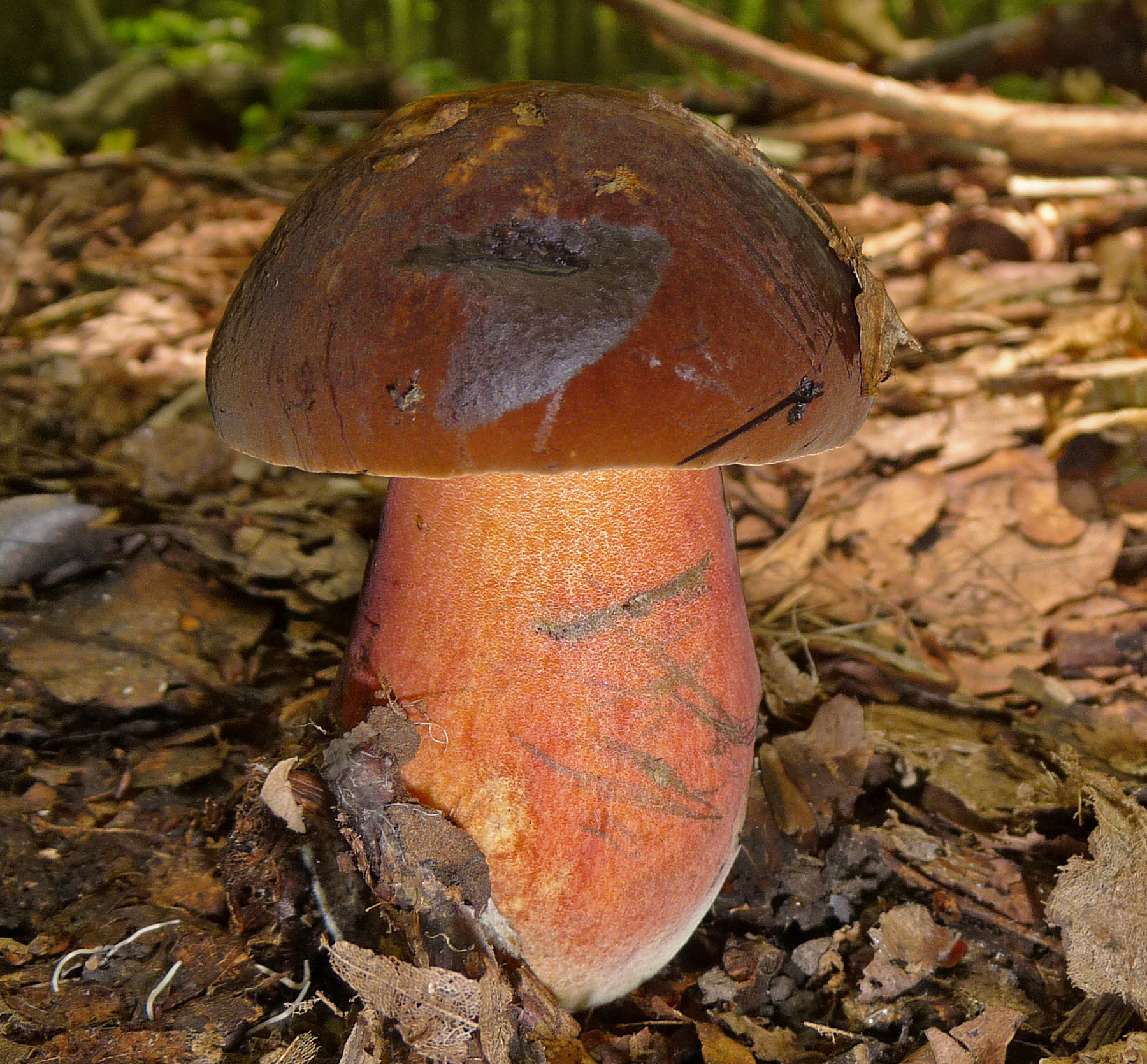
hřib kovář
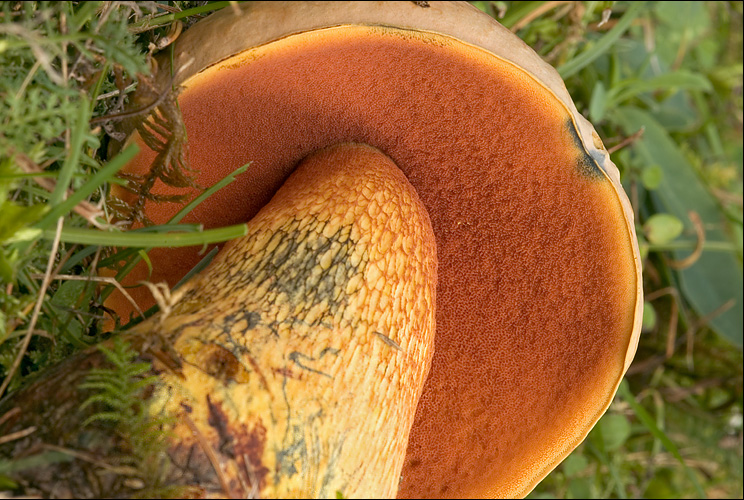
hřib koloděj
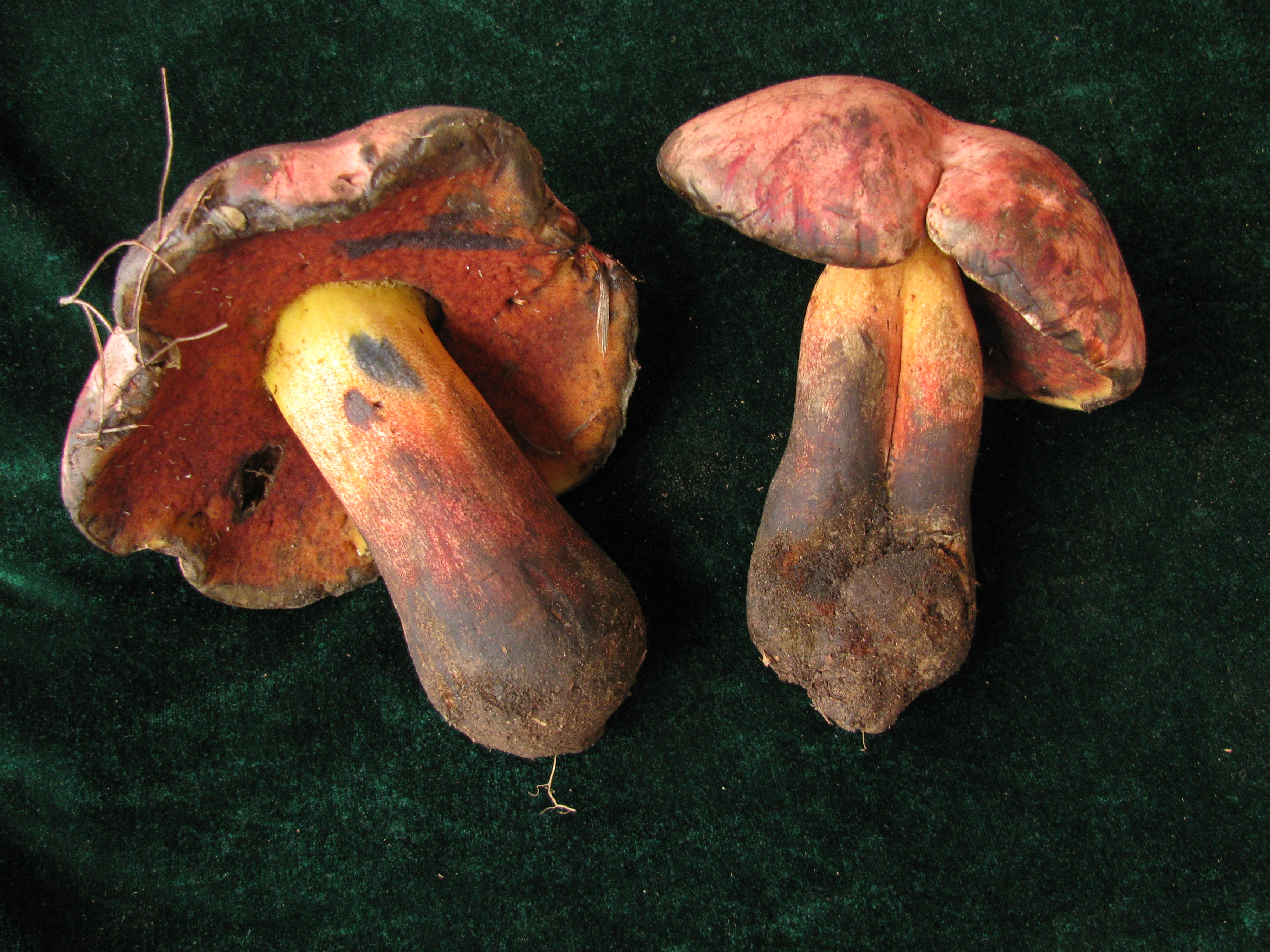
hřib Quéletův